# Enele Ma'afu
Enele Ma'afu (1816 - 6 de febrero de 1881) fue un estadista y líder militar tongano, de importante actuación en varios países del Pacífico

## Periodo tongano

### Primeros años
Enele Ma'afu nació en Tongatapu en 1816, en la familia de un noble de Tonga, Tui Aleamotu'a. En 1840, en la ciudad de Nukualofa, se casó con ʻElenoa Ngataialupe Lutui, quien luego dio a luz a su único hijo, Siale'ataongo. 
Dado que Ma'afu era de origen noble y era uno de los aspirantes al trono en Tonga, Taufa'ahau Tupou (futuro Rey George Tupou I) decidió deshacerse del competidor no deseado, asegurando que fuera enviado al este de Fiji como misionero cristiano. Instalado en Fiji, en 1848 Ma'afu dirigió a la comunidad tongana de la Provincia de Lau. Habiéndose acercado al líder supremo formal Lau Tui-Nayau, procedió a conquistar todo el archipiélago de Lau, incluidas las islas de Moala.

### Comienzo de la conquista
En 1850, Ma'afu entregó una canoa al Tui Cakau, uno de los líderes tribales de Fiyi, a cambio de la isla de Vanua Balavu. Habiendo reprimido la resistencia de los isleños por motivos religiosos, Ma'afu se instaló en Vanua Balavu, específicamente, en el pueblo de Lomaloma. Posteriormente, esta ciudad se convirtió en la capital del estado confederado fundado por él. El poder supremo en él pertenecía nominalmente al líder Tui-Nayau, pero en realidad el mismo Ma'afu desempeñó el papel principal en la vida de Lau, uniendo nuevos territorios insulares a la confederación. 
En 1855, Ma'afu participó en la Batalla de Kaba, apoyando a Seru Epenisa Cakobau, autoproclamado Tui Viti de Fiyi, en la lucha contra los rebeldes. En esta batalla, lideró un destacamento de dos mil tonganos. El enfrentamiento terminó en victoria para los Aliados y consolidó las relaciones amistosas entre Fiyi y Tonga. El mismo Cakobau, al igual que otros altos funcionarios fiyianos, adoptó la fe cristiana.

## Período fiyiano
En 1858, Cakobau propuso al cónsul británico W. T. Pritchard, la asignación condicional de las islas del archipiélago de Fiji por el Imperio Británico. El cónsul consideró necesario advertir a Ma'afu, en ese momento la persona más influyente en el norte de Fiyi, que bajo la protección británica, no se permitirían nuevos intentos de expandir su poder. Para evitar el conflicto, Ma'afu fue a firmar un acuerdo para negar la soberanía de Tonga sobre los fiyianos y enfatizó que estaba en Fiyi únicamente para observar y proteger los intereses de la población tongana. 
En 1862, Cakobau y los británicos tomaron una decisión mutua de unir Fiyi al Imperio Británico, pero Ma'afu todavía estaba tratando de extender su mandato. En 1867, creó la Confederación de Tovata, un Estado que cubre la mayor parte del norte y el este de Fiyi. Este no tuvo éxito y Ma'afu fue exiliado a la isla de Vanua Balavu con la provisión de una pensión por parte de la administración británica. Aquí continuó siendo un representante de facto de los tongano-fiyianos, citando la soberanía de Tonga sobre las islas Lau. 
Ma'afu se encontraba en una situación crítica en junio de 1868, cuando el gobierno de Tonga retiró toda la soberanía sobre los territorios de Fiyi, incluido el archipiélago de Lau. Esto significaba que Ma'afu ya no podía gobernar las islas desde la posición de príncipe tongano. Con respecto a su futuro destino, en febrero de 1869, se convocó un consejo de líderes en Lauan, que le otorgó un nuevo título: Tui-Lau, (título completo: Rey Lau, Lakeba y Ovalau ). En 1871, sin embargo, abdicó a favor de Cakobau. 
Maafu murió en Lomaloma en 1881 a la edad de 65 años. Fue enterrado en la isla de Lakeba en el pueblo de Tubou. 